# Хуайнан
Хуаайнан (на китайски: 淮南市) е градска префектура в провинция Анхуей, Източен Китай. Населението му е 1 626 905 жители (2010 г.), а площта 1526 кв. км. Намира се в часова зона UTC+8. Телефонния му код е 554. Хуаайнан е основен производител на въглища в Китай с продукция от 43,28 милиона тона през 2006 г. Градът има поне 3 университета. Първото споменаване на името Хуаайнан е от 203 г. п.р., когато генерал е получил титлата Цар на Хуаайнан. Населението на административния район е 3 342 012 жители.